# Warschauer Straße
Warschauer Straße (pol. ulica Warszawska) – ulica w Berlinie, w Niemczech, w dzielnicy Friedrichshain, okręgu administracyjnym Friedrichshain-Kreuzberg. Liczy 1 600 m. Została wytyczona przed 1864.
Przy ulicy znajduje się stacja S-Bahn i końcowa stacja metra linii U1 Berlin Warschauer Straße.